# موی سنتر

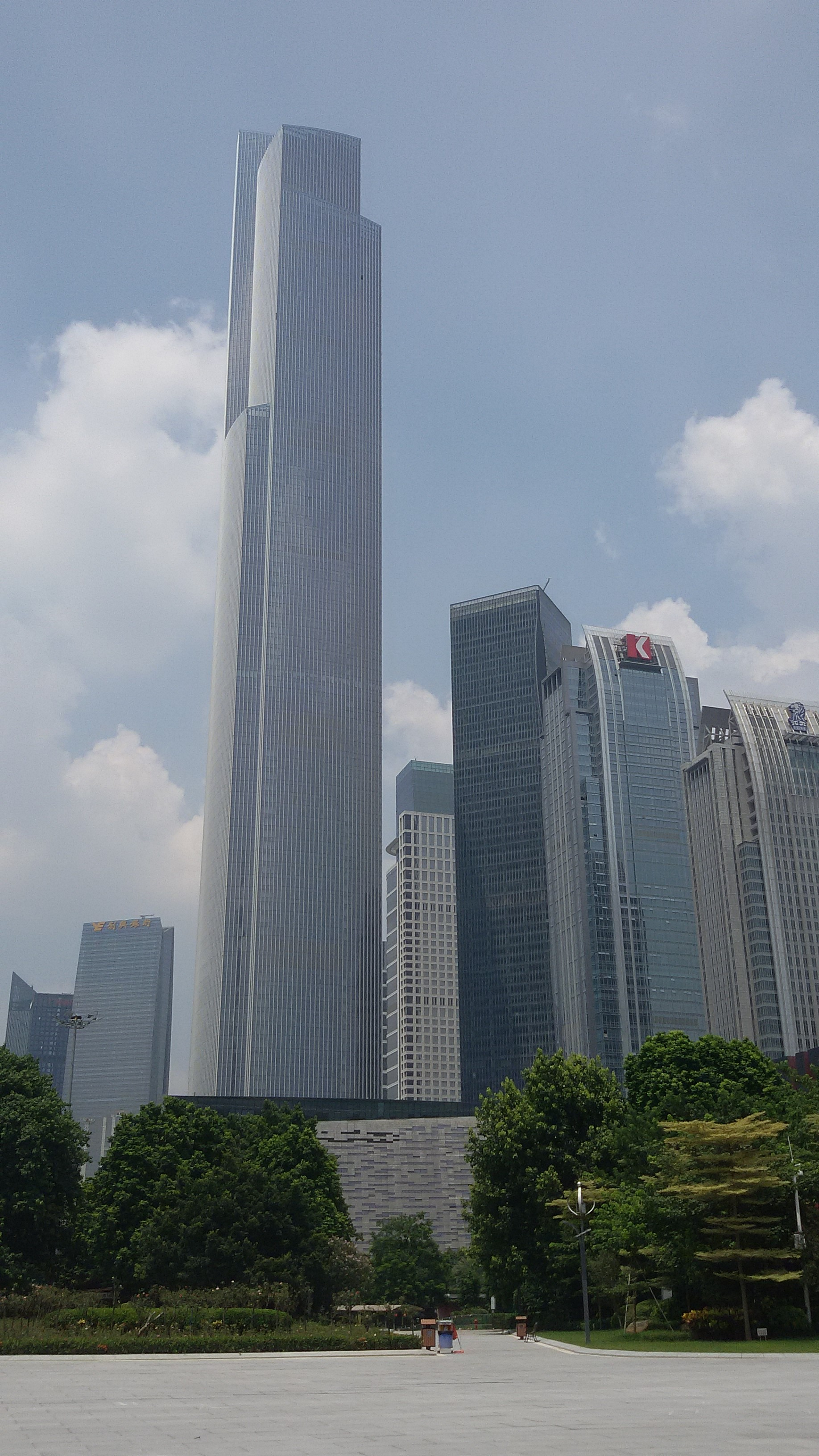
موی سنتر

موی سنتر (انگلیسی: Moi Center) مجموعه‌ای از ۳ ساختمان ۷۵ طبقه، ۵۴ طبقه و ۴۴ طبقه مستقر در شهر شنیانگ، چین است، که در سال ۲۰۱۳ احداث گردید.